# Salinas (Natal)
Salinas é um bairro da zona norte de Natal, no Rio Grande do Norte. Localizado às margens do Rio Potengi, é o bairro menos populoso da capital, com 1 177 habitantes no censo demográfico de 2010, o último realizado no Brasil. Com cerca de 1 030 hectares de área, seu território se enquadra na Zona de Proteção Ambiental 8 (ZPA-8), que, de acordo com o plano diretor de Natal, compreende o estuário dos rios Potengi e Jundiaí e seus manguezais.
Há registros de povoamento da área a partir do século XVIII, por volta de 1748. Suas terras pertenceram ao engenheiro Roberto Freire a partir dos anos 1940 e foram adquiridas pelo governo estadual no início da década de 1970, na gestão de Cortez Pereira, responsável pela implantação do Projeto Camarão, que transformou a área em um produtor de camarão nos anos 1970 e 1980. Depois disso, passou a ser ocupado por habitações de famílias de baixa renda, originando a Favela Beira Rio. Teve seus limites definidos pela lei municipal 4 328, de 5 de abril de 1993.
Com toda sua população vivendo em casas, é um dos bairros mais pobres da capital potiguar, com rendimento médio mensal de apenas 0,46 salários mínimos. A taxa de alfabetização de pessoas com idade igual ou superior a cinco anos, novamente de acordo com o último censo, era de 75,09%, o menor dentre os bairros da zona norte e o segundo menor dentre os 36 bairros de Natal.